# (72610) 2001 FJ18
(72610) 2001 FJ18 – planetoida z pasa głównego asteroid okrążająca Słońce w ciągu 4,57 lat w średniej odległości 2,75 j.a. Odkryta 19 marca 2001 roku.